# Benjamin Kayser
Benjamin Kayser (nacido el 26 de julio de 1984 en París) es un jugador profesional de rugby, internacional por Francia. Juega de hooker. Su primer partido con la selección de Francia fue contra Australia en Sídney el 28 de junio de 2008. Actualmente juega para el Clermont Auvergne en el Top 14 francés.
Después de debutar con la selección absoluta de rugby en una gira contra Australia en junio de 2008, seguiría como suplente en los tres choques de noviembre contra Argentina, Isleños del Pacífico y Australia. Kayser debutó con el Leicester en la Guinness Premiership el 16 de septiembre de 2007. Se unió al Stade Français a finales de la temporada 2008/2009. Kayser firmó con el Castres Olympique para la temporada 2010–11 del Top 14. En febrero de 2011, Kayser firmó un contrato de tres años con el ASM Clermont Auvergne.
En 2010, fue seleccionado en el equipo Barbarians franceses para jugar contra Tonga el 26 de noviembre.
Ha sido de los pocos jugadores de Francia en el Torneo de las Seis Naciones 2013. Jugó en el partido contra Escocia el 16 de marzo de 2013 en el Stade de France. Hay quien lo ha incluido en su equipo del torneo considerándolo el mejor lanzador de la touch del campeonato y una auténtica bestia de carga.
En 2015 es seleccionado para formar parte de la selección francesa que participa en la Copa Mundial de Rugby de 2015.